# Antoine Minard
Pour les articles homonymes, voir Minard.
Antoine Minard est un magistrat français né dans le Bourbonnais vers 1505 et assassiné à Paris en 1559. 
Son père, trésorier général du Bourbonnais, le destina au barreau. Tout jeune encore, il débuta comme avocat à Paris et se signala à tel point par son éloquence et son savoir, que François Ier le nomma avocat général à la cour des comptes en 1535 et président à mortier au parlement de Paris en 1544. 
En 1553, Minard devint curateur et conseiller de Marie Stuart. Dans l’ardeur de son zèle pour le catholicisme, il se fit l’instrument des vengeances de Henri II contre les protestants. Chargé de faire le procès au conseiller Anne Du Bourg, il montra une grande partialité et siégea malgré les récusations de l’accusé. Cette obstination passionnée lui coûta la vie : il fut tué d’un coup de pistolet en sortant du palais pendant la nuit. 
Un Écossais, nommé Robert Stuart, soupçonné d’avoir commis ce meurtre a l’instigation des calvinistes, fut arrêté et mis à la question ; mais il souffrit les plus cruels tourments sans rien avouer, et fut expulsé de France après un assez long emprisonnement à Vincennes. 
C’est à l’occasion de cet assassinat que le parlement rendit l’ordonnance, dite la minarde, qui portait que les audiences se termineraient avant la nuit. 
Des calvinistes, faisant allusion à Minard, adressèrent cette menace au cardinal de Lorraine :
Garde-toi, cardinal,

Que tu ne soie traité

À la minarde

D’une stuarde.

## Source
« Antoine Minard », dans Pierre Larousse, Grand dictionnaire universel du XIXe siècle, Paris, Administration du grand dictionnaire universel, 15 vol., 1863-1890 [détail des éditions].